# Războiul Comercial SUA-China
Pe 6 iulie 2018, Președintele american Donald Trump a impus taxe pe mărfuri chinezești în valoare de 34 miliarde de dolari  ca parte a noii sale politici de tarifare. Acest act a determinat China să răspundă cu tarife similare pentru produsele din Statele Unite ale Americii. Administrația Trump a declarat că tarifele erau necesare pentru a proteja securitatea națională și proprietatea intelectuală a întreprinderilor din SUA și pentru a contribui la reducerea deficitului comercial al SUA cu China.   Trump a lansat în august 2017  o investigație formală în privința atacurilor cibernetice asupra proprietății intelectuale americane și al aliaților săi, furt care i-a adus prejudicii Americii de aproximativ 225 miliarde - 600 miliarde de dolari pe an. 
Administrația Trump se bazează parțial pe secțiunea 301 din Legea comerțului din 1974 pentru a împiedica ceea ce pretind a fi practici comerciale neloiale și furt de proprietate intelectuală.   Legea acordă președintelui autoritatea de a impune în mod unilateral amenzi sau alte sancțiuni unui partener comercial dacă se consideră că aduce atingere în mod nedrept intereselor comerciale ale SUA . În aprilie 2018, Trump a impus tarife pentru importurile de oțel și aluminiu din China, Canada, Mexic și statele membre din Uniunea Europeană. 

## Istoria Relațiilor economice, comerciale și diplomatice dintre SUA și China

### Războiul Rece - de la răcirea relațiilor la  confruntare (1950-1973)

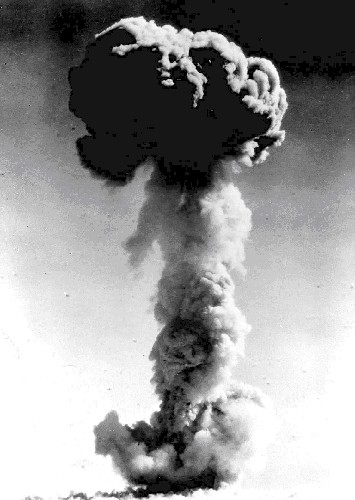
Prima bomba atomica testata de China

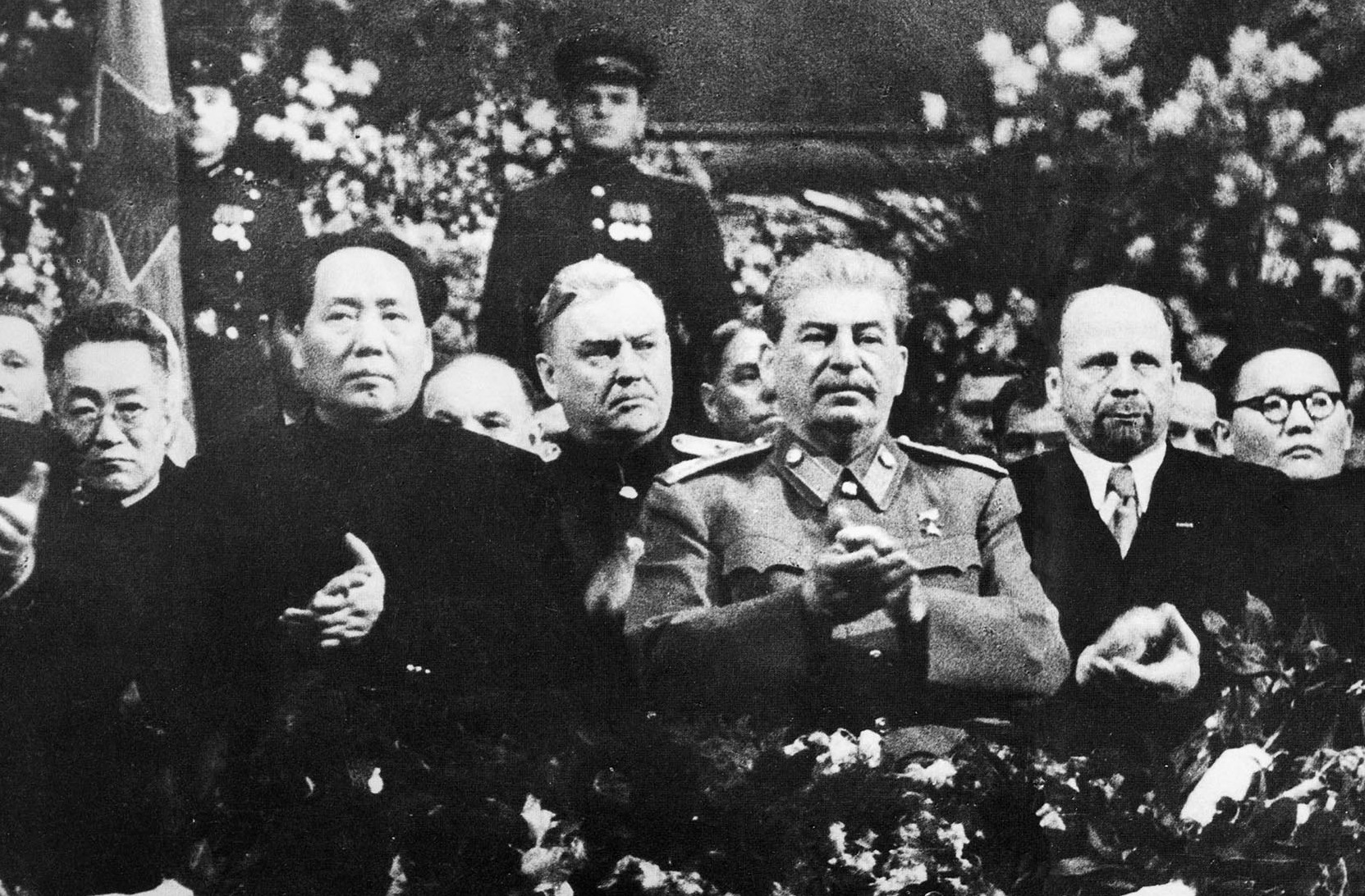
Mao la o intalnire cu Stalin

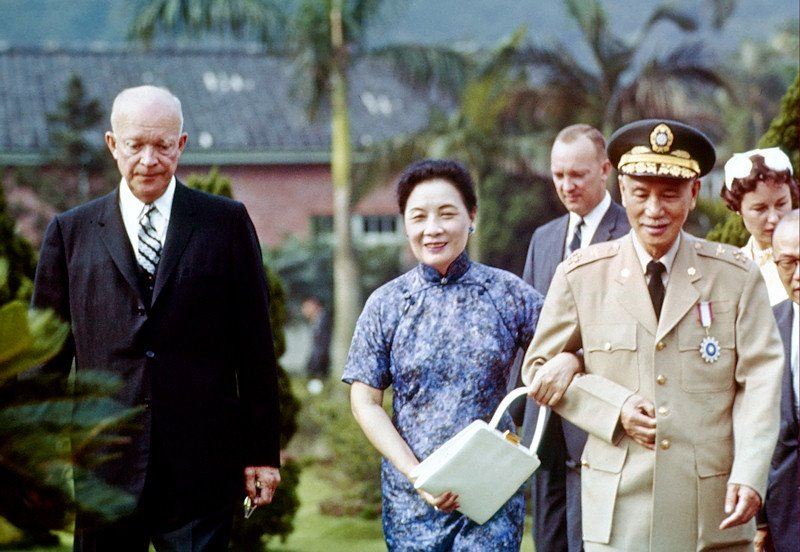
Eisenhower in Taiwan la o intalnire cu Kai-shek

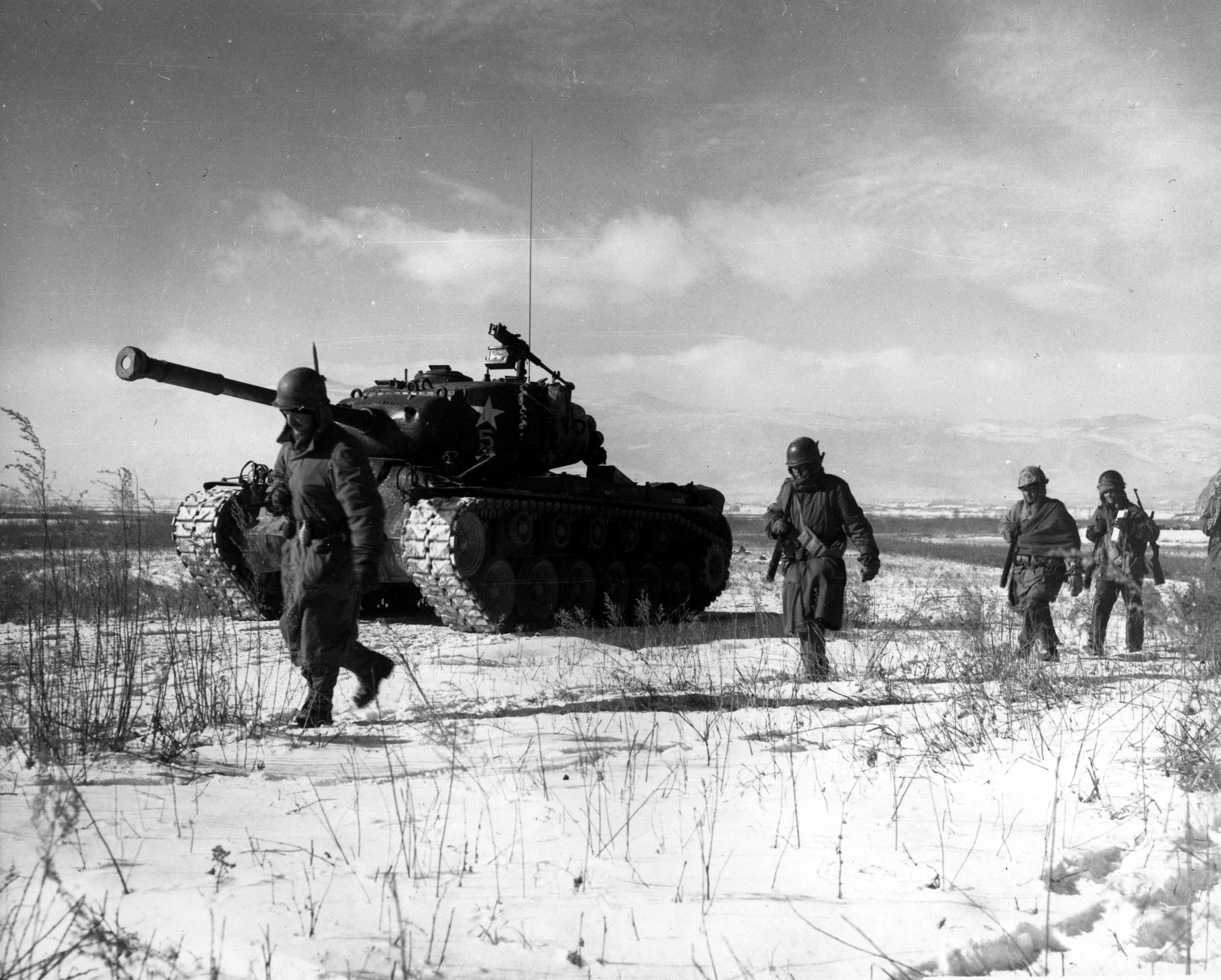
Trupe americane in Razboiul din Coreea

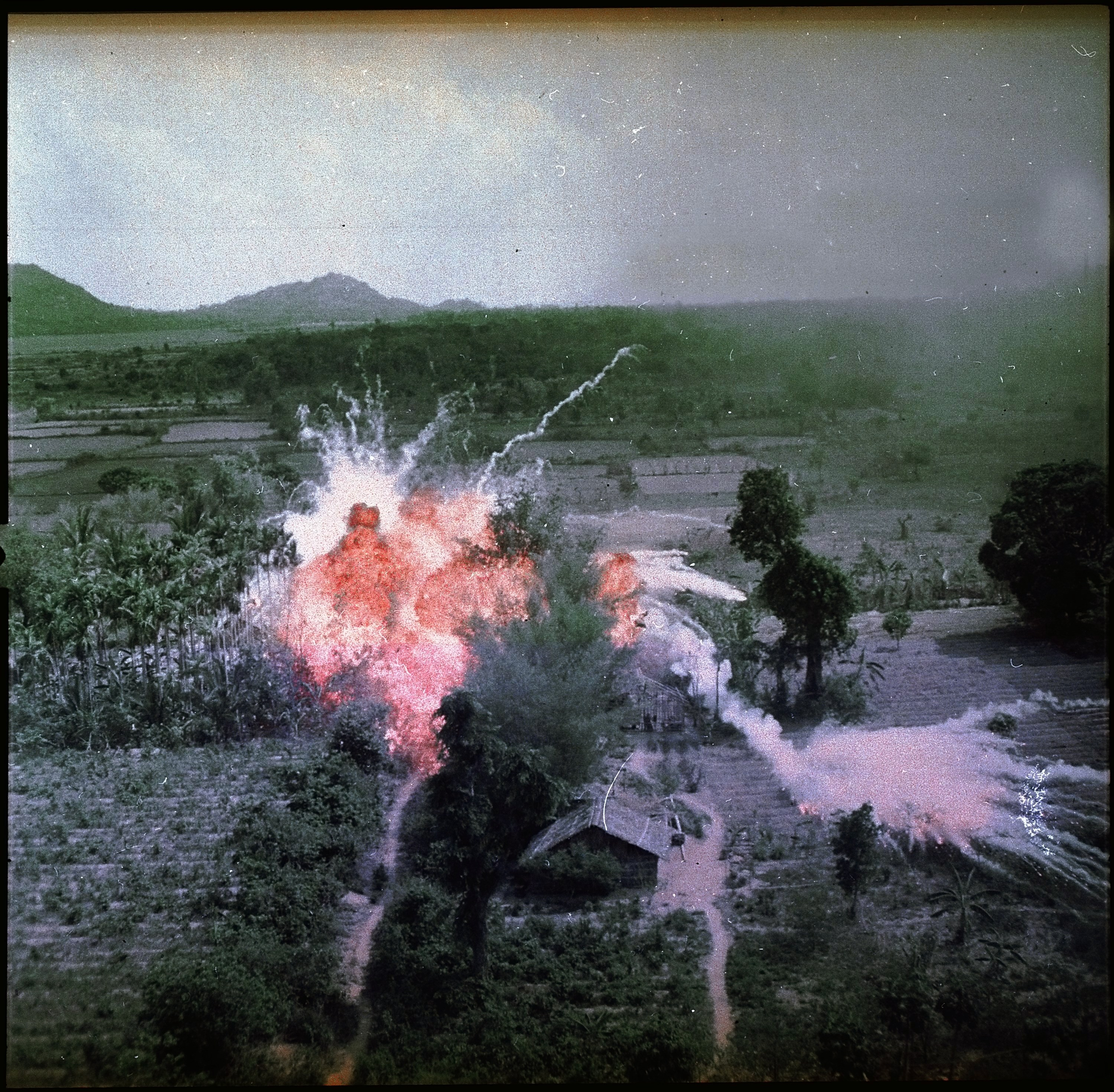
Bombardament cu napalm in Vietnam

La 1 octombrie 1949, după un îndelungat război civil chinez, liderul partidului comunist, Mao Zedong, cu sprijinul lui Stalin și al Uniunii Sovietice, punea fundațiile Republicii Populare Chineze, învingând guvernul naționalist al lui Chiang Kai-shek, sprijinit de americani. Guvernul naționalist s-a refugiat cu trupele sale în inusla Taiwan formând Republica Chineză. Relațiile dintre SUA și China s-au răcit atunci pentru următoarele decenii. Timp de 22 de ani, din 1949 până în 1971, relațiile chino-americane⁠(en)[traduceți] au fost ostile.  
În 1950, sovieticii și chinezii au sprijinit armata populară nord-coreeană⁠(en)[traduceți] să invadeze Coreea de Sud pe 25 iunie 1950. Națiunile Unite și Statele Unite au susținut apărarea Coreei de Sud. Trupele americane și sud-coreene n-au putut elibera pe deplin peninsula coreeană de sub comunism din cauza venirii trupelor chineze la granița coreeană pentru a sprijini armata nord-coreeană. Granița a revenit la paralela 38, zona fiind demilitarizată și fiind încheiat un armistițiu în 1953. În ciuda propunerilor generalului Douglas MacArthur pentru utilizarea armelor nucleare la granița dintre Coreea și China, președintele american Harry S. Truman i-a respins ideea, nevrând un război direct cu China. 
În august 1954,  președintele Dwight David Eisenhower ridică blocada navală americană asupra Taiwanului, permițându-i lui Chiang Kai-shek să amplaseze mii de trupe la Guemoy și insulele Matsu din strâmtoarea Taiwan. Armata Republicii Populare Chineze a răspuns prin a bombarda și dinamita insulele. În primăvară 1955, după încheierea unui acord mutual de apărare cu Taiwan, SUA au amenințat China cu atacuri nucleare, ceea ce a dus în final la negocieri, permițându-le naționaliștilor să se retragă din Insula Dachen. 
În 1959, la 9 ani după ocuparea Tibetului, o revoltă a încins spiritele în Lhasa și mii de tibeteni au fost uciși de trupele RPC, Dalai Lama fugind în India. SUA au condamnat încălcarea drepturilor omului și abuzurile din Tibet comise de China, în timp ce CIA sprijinea rezistența tibetană.  
Mao Zedong continuă să susțină că America este cea mai amenințătoare putere imperialistă, fiind zilnic lovită de propaganda chineză comunistă.  În vreme ce președintele conservator Eisenhower se purta extrem de dur în relațiile cu China, Kennedy încerca să găsească o soluție diplomatică de împăcare în al doilea mandat. Dar în urma asasinării sale, ostilitățile au continuat, orice tentativă de normalizare a relațiilor încetând odată  cu intervenția militară a președintelui Lyndon B. Johnson în Războiul din Vietnam pentru a combate forțele nord-vietnameze comuniste sprijinite direct de chinezi, respectiv revoluția culturală declanșată de Mao în China ce o izola de sub orice formă de liberalizare occidentală, respectiv de revizionismul sovietic. 
În 1964, China a testat prima bombă nucleară, ceea ce a escaladat tensiunile dintre SUA și China într-un adevărat Război Rece. Din 1964 până în 1971, americanii, sprijinind trupele sud-vietnameze împotriva trupelor nord-vietnameze sprijinite de sovietici și chinezi, au menținut un război proxy cu China. 
În cele din urmă, conflictul de la granița chino-sovietică din 1969 a dus la răcirea relațiilor dintre China și Uniunea Sovietică, nemaiformând astfel un front comun al comunismului. Mao Zedong chiar condamnă revizionismul sovietic și destalinizarea din URSS
.

### Destindere și Reapropiere (1971-1989)

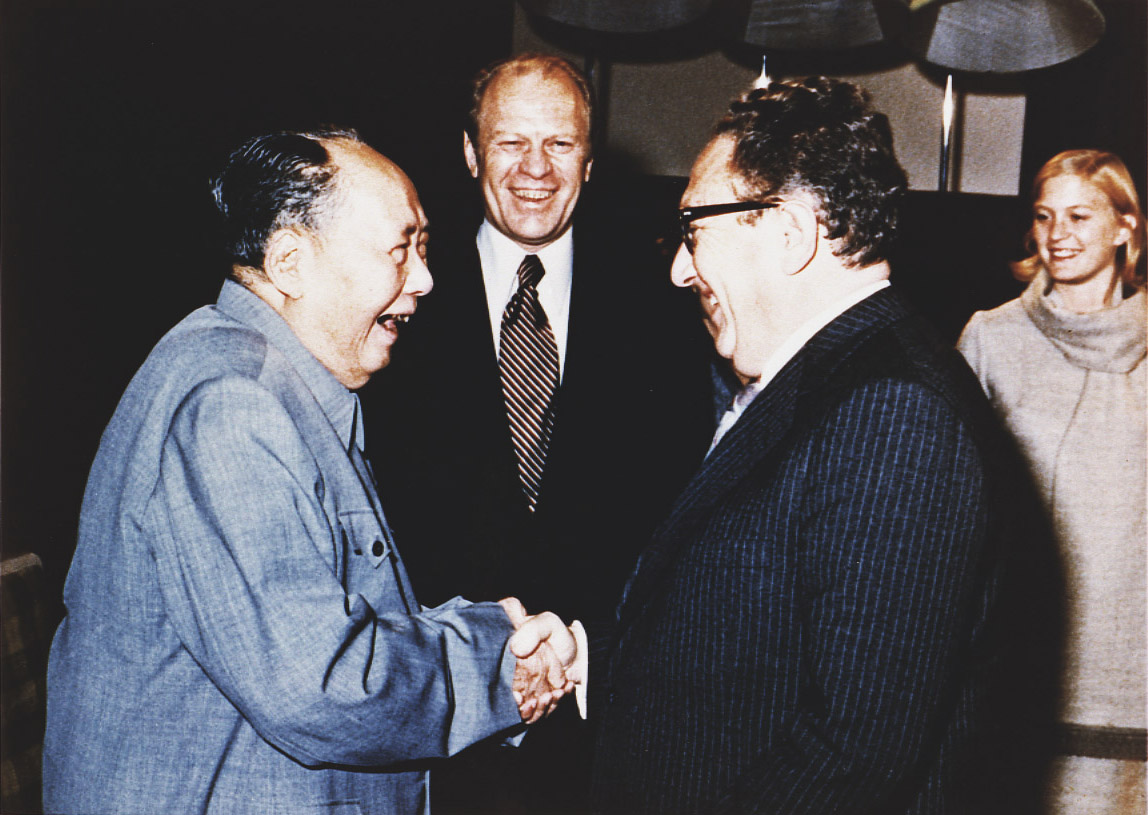
Kissinger si Ford se intalnesc cu Mao Zedong

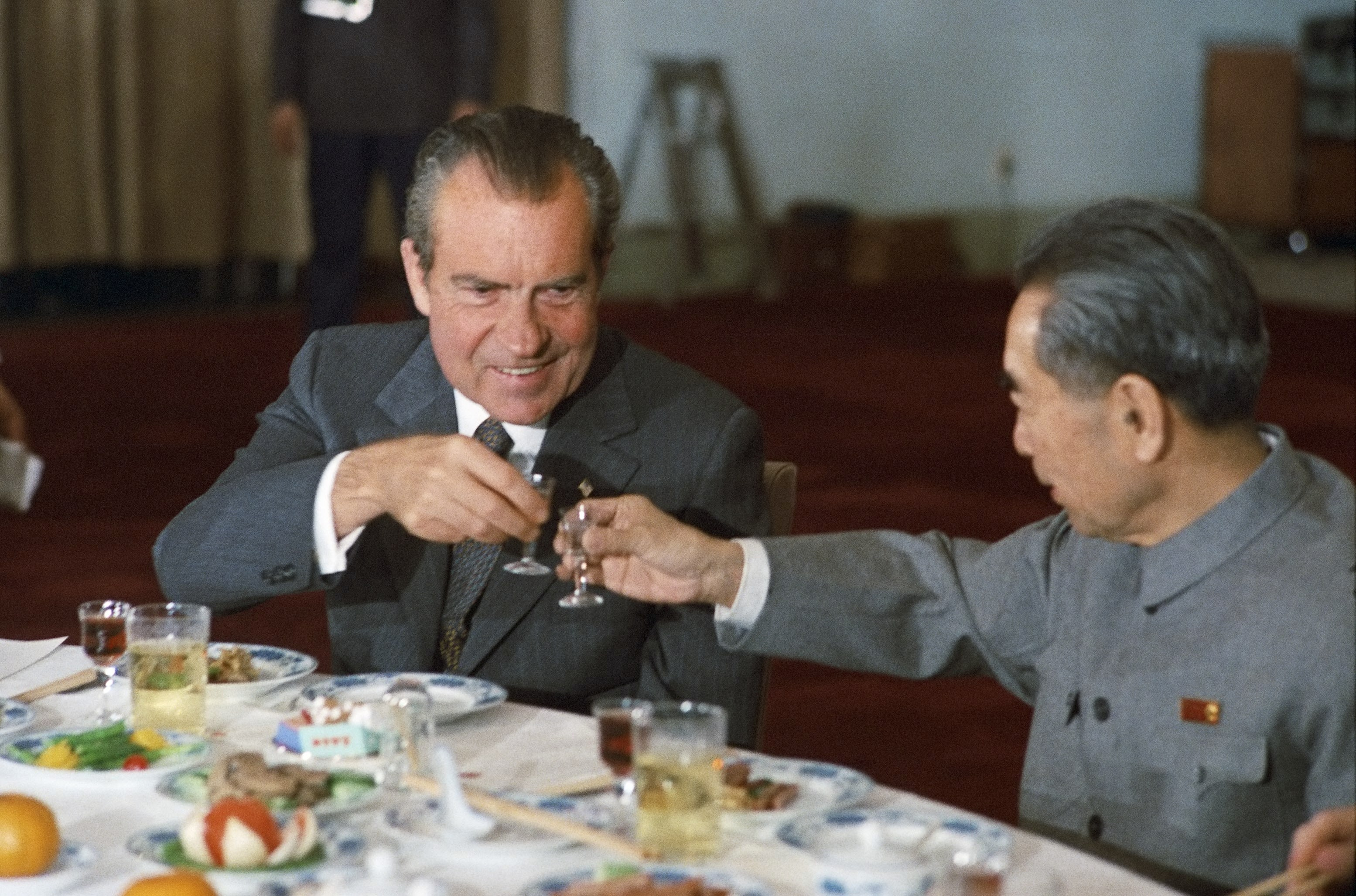
Toastul dintre Nixon si Zhou

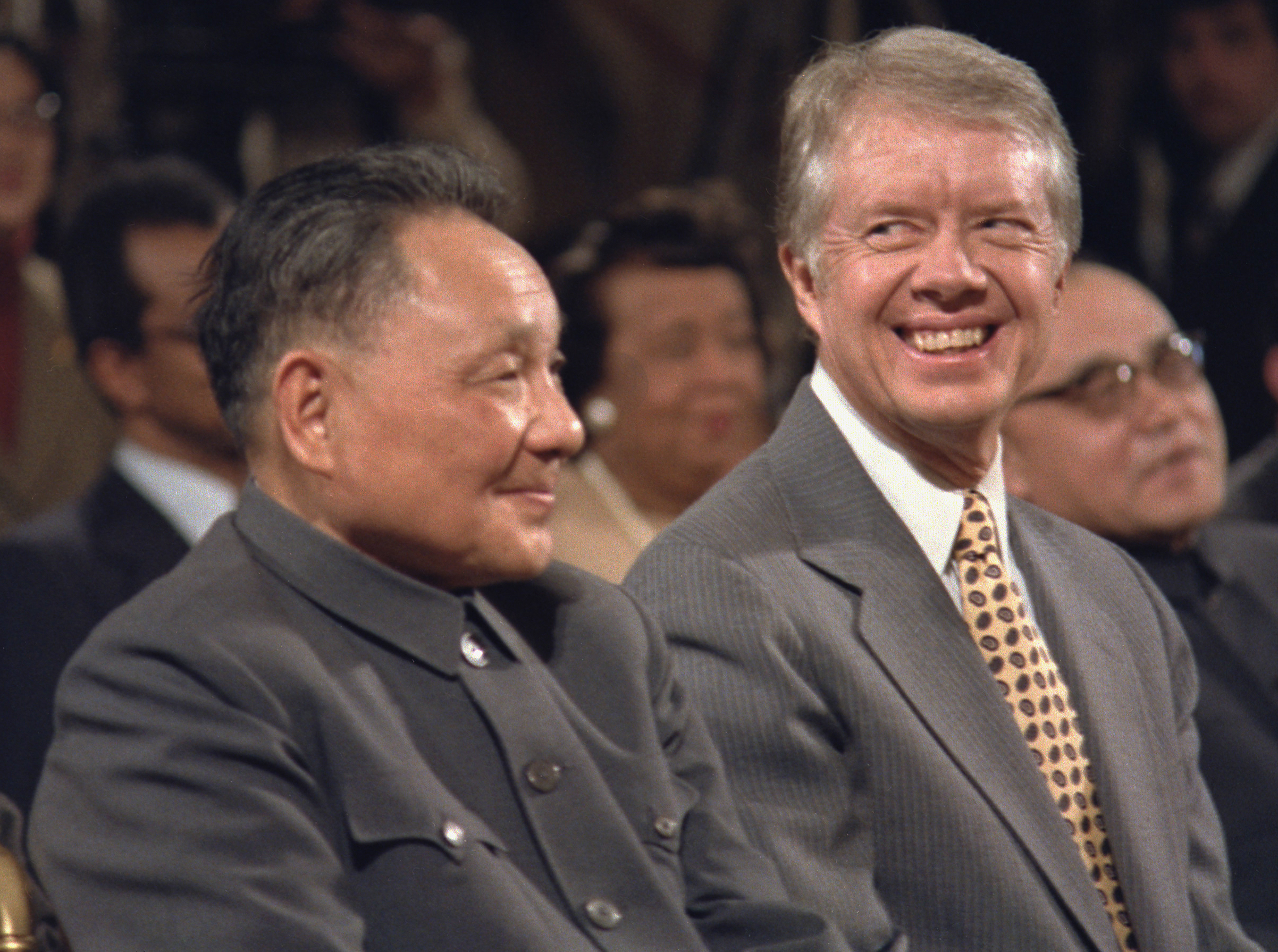
Jimmy Carter si Deng Xiaoping

Primul semn în temperarea relațiilor dintre Washington și Beijing a fost atunci când echipa de Ping-Pong a Chinei a invitat membri din echipa de ping-pong al Statelor Unite în China pe 6 aprilie 1971. De atunci,  abordarea americană față de relațiile cu China aveau să poarte denumirea de Diplomație Ping-Pong.  Jurnaliștii americani i-au acompaniat pe jucători americani, având pentru prima oară acces în China din 1949.  În iulie 1971, secretarul de stat Henry Kissinger a făcut o escală secretă în China.  Națiunile Unite au recunoscut oficial statutul de stat suveran al Republicii Populare Chineze ce a devenit ulterior membru permanent în Consiliul de Securitate. 
În februarie 1972, președintele american  Richard Nixon a vizitat China, iar în cele 8 zile petrecute, s-a întâlnit cu Mao Zedong și a semnat Comunicatul de la Shanghai  cu premierul Zhou Enlai. Relațiile s-au normalizat, în 1973 prin Acordurile de la Paris, Războiul din Vietnam era oficial încheiat, trupele americane retrase și Vietnamul era pe deplin ocupat de comuniști doi ani mai târziu.
Relațiile sino-americane s-au îmbunătățit considerabil după moartea lui Mao Zedong în 1976, venind la conducerea Chinei vice-premierul Deng Xiaoping ce dorea că China să fie o țară deschisă liberalizării și pieței mondiale.   Președintele Jimmy Carter i-a garantat recunoaștere diplomatică totală Chinei și principiului " O singură China" , în timp ce relațiile cu Taiwanul erau deteriorate. Vice premierul Deng Xiaoping a implementat reforme economice majore și a vizitat SUA.  În aprilie 1979,  Congresul a aprobat legea Relațiilor cu Taiwanul, permițând continuarea relațiilor comerciale și culturale dintre SUA și Taiwan și înarmarea celui din urmă fără a viola politică " O singură China" . 
Președintele Ronald Reagan a emis cele Șase Asigurări Taiwanului, promițând că va onora relațiile și că nu va media între Taiwan și China.  În august 1982,  un al treila comunicat comun dintre China și SUA îmbunătățea relațiile, reafirmând recunoașterea Americii al politicii " O singură China", cu toate că Reagan promitea în campania electorală că va oferi suport întărit Taiwanului.  Reagan a vizitat China în aprilie 1984 și a permis Beijingului să cumpere armament militar din SUA. 
Relațiile comerciale sino-americane au sporit din anii 1972-1985.  Americanii au făcut investiții directe în China, mai ales în sectorul fabricilor, în industria hotelieră și al restaurantelor, dar și în domeniul petrolier.  
Companiile americane și-au mutat producția din SUA în China. 20 000 de societăți mixte și întreprinderi au fost create în China de către investitori.  Mai mult de 100 de companii multinaționale din SUA și-au mutat proiectele în China continentală, unele cu investiții multiple. Investițiile cumulate din SUA în China continentală sunt evaluate la 48 de miliarde de dolari.

### Cooperare și Rivalitate Comercialǎ (1989-2008)

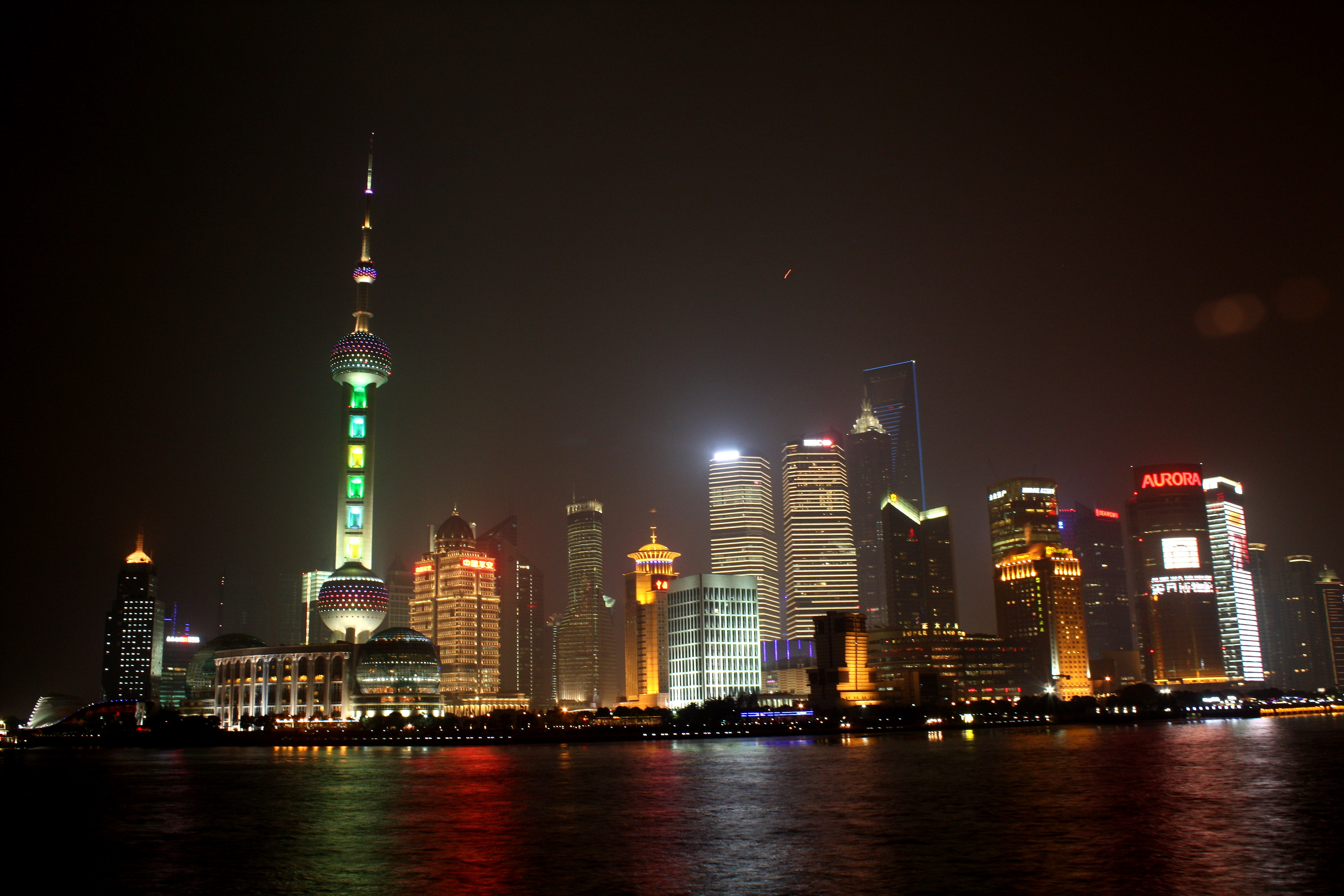
Shanghai-centrul financiar al Chinei si simbolul ascensiunii sale ca putere economica

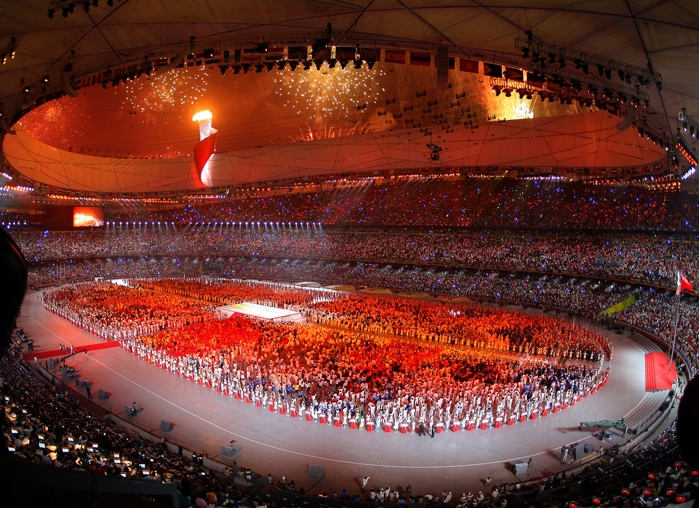
Stadionul olimpic din Beijing

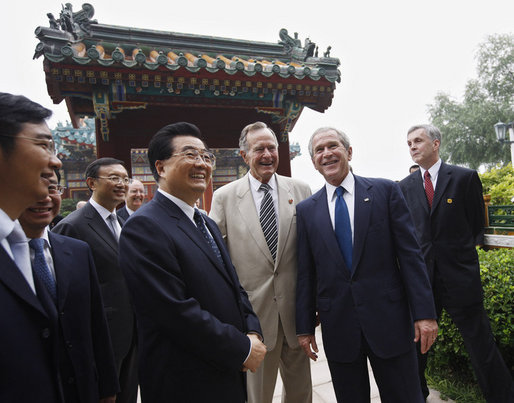
George H. W. Bush, George W. Bush intalnindu-se cu Hu Jintao in China cu ocazia jocurilor olimpice

În primăvară anului 1989, mii de studenți au declanșat demonstrații la Beijing, în piață Tiananmen, cerând reforme democratice și eliminarea corupției. Dar pe 3 iunie, regimul guvernamental popular chinez a trimis trupe militare pentru a curată piață, fiind uciși sute de protestatari.  Că răspuns,  președintele american de atunci, George Bush a suspendat vânzările către China și a înghețat relațiile cu această. 
Se părea că SUA și China intrau într-o nouă perioada de ostilități.    Tiananmen a distrus relațiile dintre cele două țări, iar investitorii americani începeau să se retragă din China, chiar să o evite. Turismul din China a intrat în declin. Administrația Bush a denunțat represiunea regimului chinez și a suspendat rutele comerciale,  programele de investiții și împrumuturile pentru dezvoltare, aprovizionarea și exportul cu echipament de apărare, cât și  importul de arme din China.  
Activitățile Agenției Comerciale și de Dezvoltare al Statelor Unite din China au fost suspendate din iunie 1989 până în ianuarie 2001, când președintele de atunci, Bill Clinton, a abolit suspendarea.  
În vara 1990, la summitul G7 din Houston, Occidentul a acuzat regimul popular din China pentru încălcarea drepturilor omului .
Relațiile distruse sino-americane nu și-au revenit nici în ziua de azi din cauza incidentelui.  
Totuși, în 1993, China l-a eliberat pe prizonierul politic opozant ținut în captivitate din 1979, Wei Jingsheng, iar patru ani mai târziu, prin negocierile cu SUA, și protestatarul Wang Dan de la Tiananmen a fost eliberat. Președintele Bill Clinton a lansat un angajament constructiv cu China.
În 1995, China și-a chemat ambasadorul din SUA după ce președintele Bill Clinton a autorizat vizită în SUA a lui Lee Teng-hui, un candidat naționalist independent din Taiwan, nefavorizat de China. 
În martie 1996, în Taiwan,  nationalistul Lee Teng-hui câștigă primele alegeri prezidențiale libere cu o majoritate de voturi în martie 1996 în ciuda amenințărilor și bombardamentelor cu rachete ale Chinei asupra alegătorilor taiwanezi ce încercau să-l voteze pe candidatul independent.
În mai 1999, un alt incident catastrofal a dus la deteriorarea permanentă a relațiilor dintre SUA și China. În războiul din Kosovo, forță aeriană NATO a bombardat accidental ambasada Chinei de la Belgrad, ceea ce ar fi putut însemna o declarație de război deschisă Chinei. SUA și NATO au oferit scuze Chinei, dar au urmat demonstrații anti-americane în masă. 
Tot în același an, un savant chinez-american  din laboratorul național Los Alamos a ditribuit secrete despre armele nucleare ale SUA către Beijing. 
Relațiile s-au mai normalizat din 2000 când Bill Clinton a semnat Actul Relațiilor China-SUA, garantând Chinei relații comerciale normale, permițându-i să adere la Organizația Comerțului Mondial. Între anii 1980 și 2004, valoarea relațiilor comerciale sino-americane au crescut de la 5 miliarde la 231 de miliarde de dolari, dar și după atacurile de la 11 septembrie 2001, China devenind solidară cu SUA în combaterea terorismului. 
În aprilie 2001, un alt incident a fost catalizatorul deteriorării relațiilor: pe teritoriul Chinei, un avion american aflat în  recunoaștere s-a ciocnit cu un avion de vânătoare chinez. Autoritățile din China i-au arestat pe toți cei 24 de membri ai echipajului de pilotaj american din Insula Hainan. După 12 zile de tensiuni, autoritățile chineze au eliberat echipajul și Președintele George W. Bush jr. și-a oferit în mod expres regretul pentru moartea tragică al pilotului chinez. 
Din 2003,  aflată sub conducerea presedntelui Huo Jintao,  China a devenit un important manipulator al monedelor.  A cumpărat mai mult de 300 miliarde de dolari anual pentru a rezistă ascensiunii monedei sale prin menținerea artificială a cursului de schimb al dolarului și poziția competitivă a Chinei fiind astfel consolidată  de la  la 30 până la 40% la vârful intervenției.  Manipularea monedelor ar explică majoritatea excedentelor comerciale mari ale Chinei, care au atins un procent de zece procente din PIB-ul total în 2007 . 
În septembrie 2005, secretarul de stat american Robert Zoellick a inițiat un dialog strategic cu China, recunoscând-o că putere în dezvoltare și i-a cerut să-și folosească influență asupra Iranului, Coreeii de Nord și Sudan pentru a le integra în sistemul internațional.
În octombrie 2006 însă, regimul din Coreea de Nord condus de dictatorul Kim Jong Il a efectuat primul test nuclear.  China a servit ca mediator în relațiile dintre Coreea de Nord și SUA la masă negocierilor,  dar  a continuat insa sa ofere suport si echipament militar regimului de la Phenian.
Tot în același an, China a depășit Mexico, devenind cel de-al doilea mare partener comercial al Americii după Canada. 
China și SUA au ajuns la un acord reciproc pentru a organiza discuții regulate privind chesitunile economice prin a clădi Dialogul Economic Strategic, precum și Dialogul la nivel înalt privind chestiunile politice internaționale și rezoluțiile. 
În martie 2007, China a anunțat că va investi  18% din buget în cheltuieli de apărare, însumând 45 de miliarde de dolari.  China a mărit și salariile soldaților și le-a asigurat medii de antrenament mai bune pentru a proteja securitatea națională și integritatea teritorială.

### China: de la creditor al Americii la cea mai mare putere economica(2008-2018)

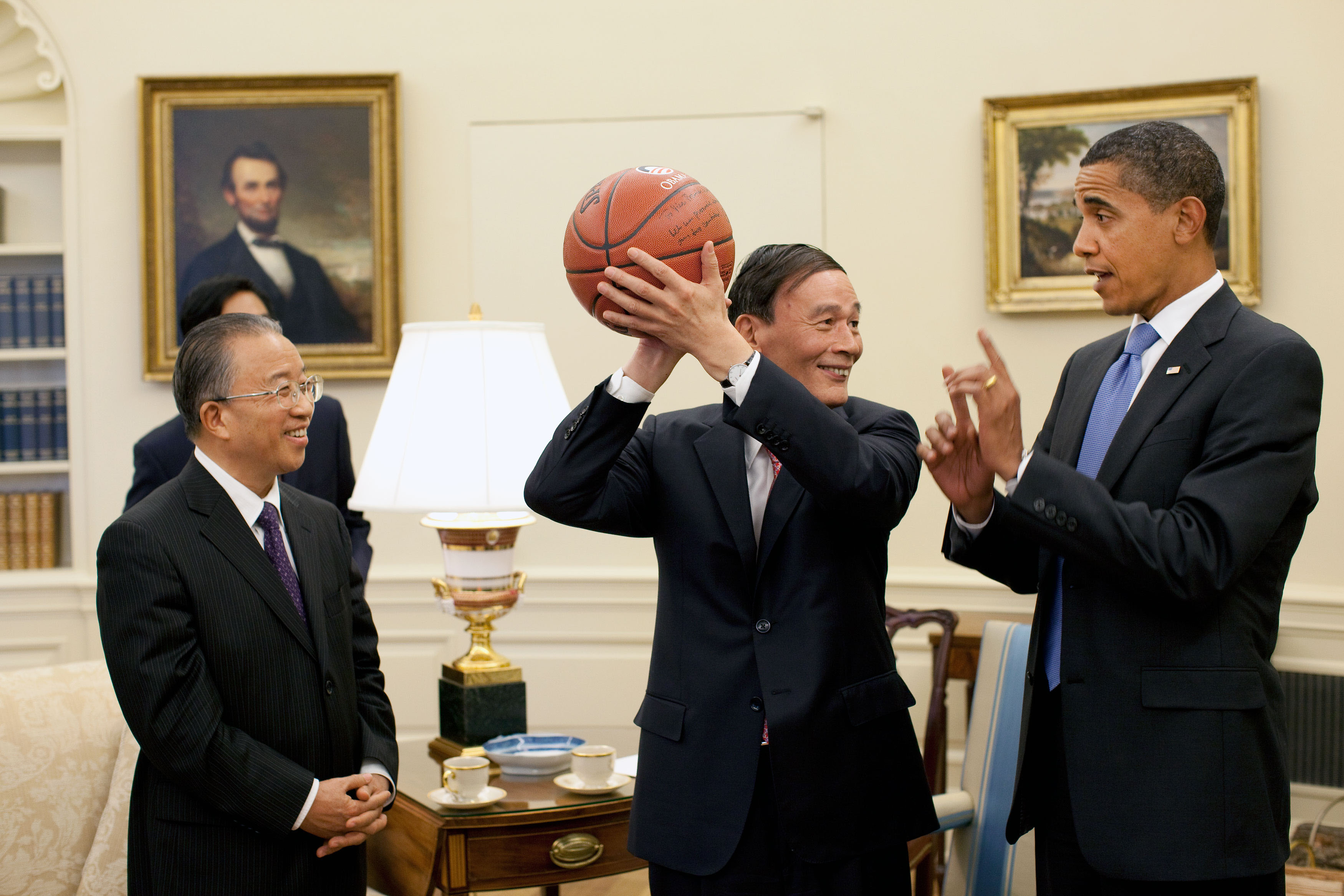
Wang Qishan si Obama

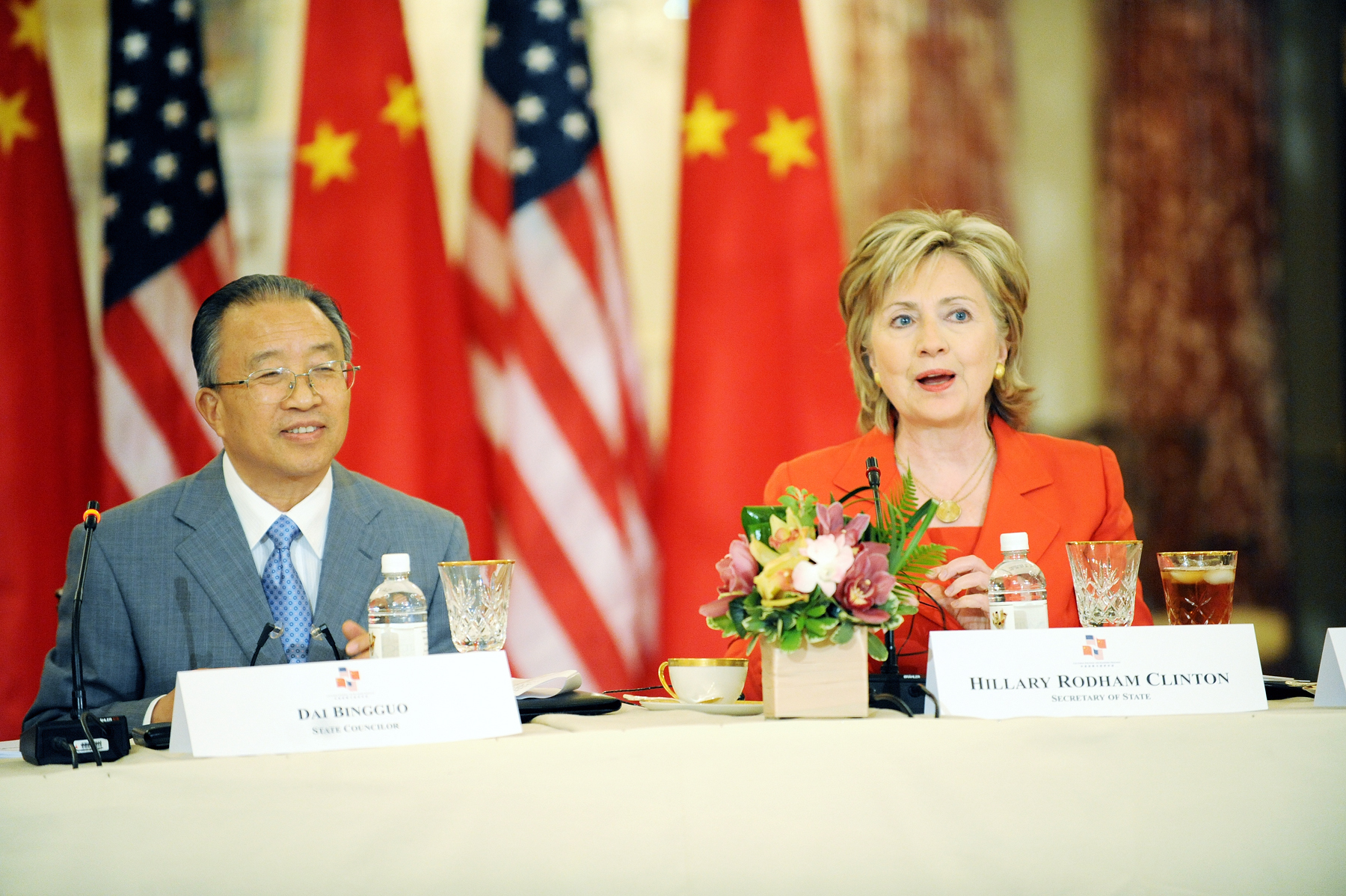
Dialogul strategic si economic SUA-China

Disputele teritoriale din Marea Chinei de Sud

Testele cu rachete ale Coreeii de Nord

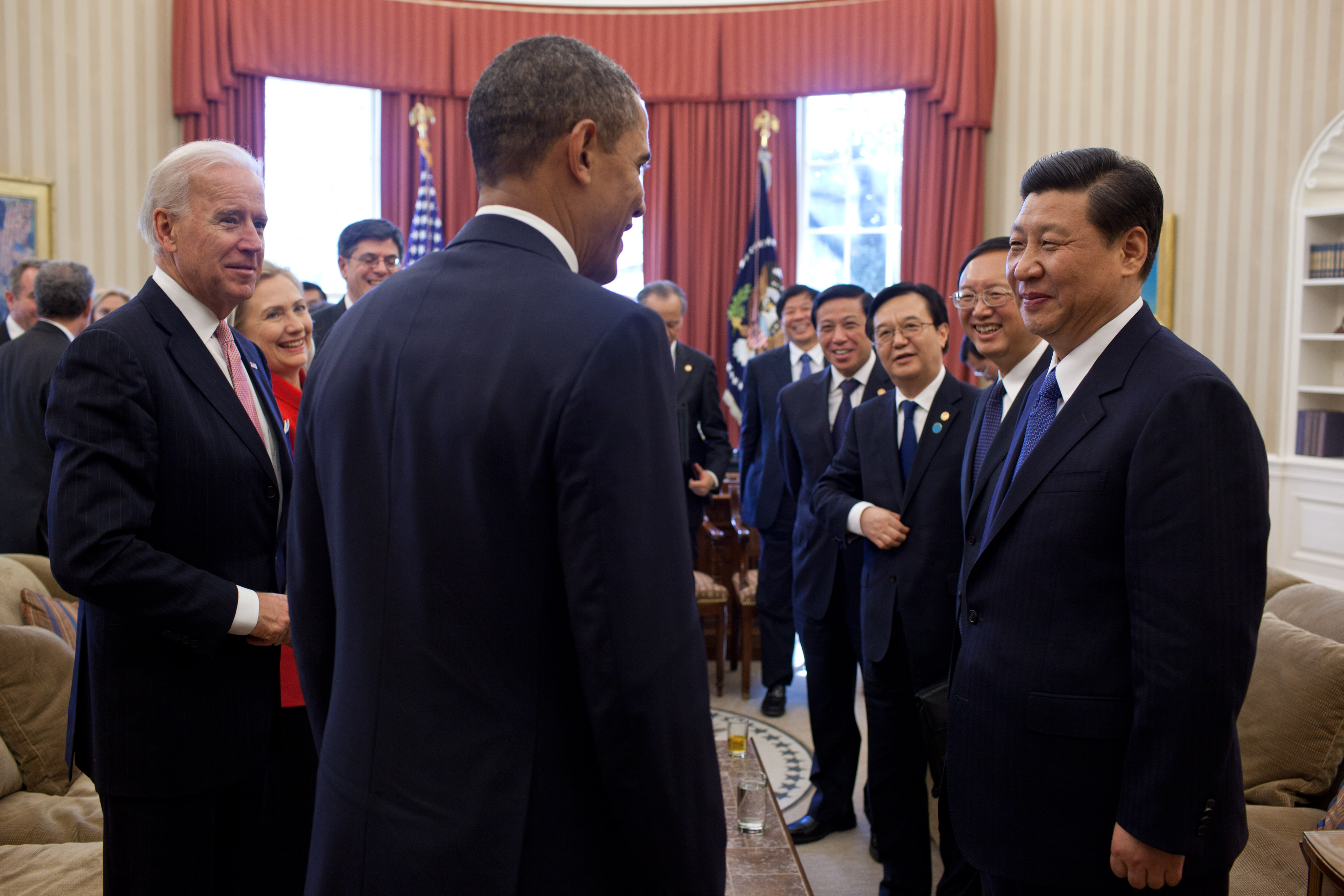
Xi Jinping si Barack Obama

După încheierea jocurilor olimpice de la Beijing, în septembrie 2008, China a devenit cel mai mare creditor străîn al Statelor Unite, depășind Japonia. SUA devenise îndatorată Chinei cu 600 miliarde de dolari după criză din toamna anului 2008. Poziția supremă al Statelor Unite în economia mondială era amenințată de ascensiunea Chinei. 
În august 2010, China a depășit Japonia, devenind cea de-a două mare putere economică la nivel mondial după SUA. Această a încheiat cel de-al patrulea trimestrul fiscal cu o economie în valoare de 1,33 trilioane de dolari, depășind Japonia care avea 1,28 de trilioane de dolari.   De atunci s-au făcut estimări că China va depăși SUA ca putere mondială din 2027. În 2011, China a raportat în 2011 că a avut în anul anterior  un PIB de 5,88 trilioane de dolari față de Japonia care a avut un PIB de 5,47 de trilioane de dolari.
În 2011,  secretarul de stat american Hillary Clinton, declara că SUA reprezintă un pivot pentru regiunea Asia-Pacific  privind dezvoltarea și combaterea ascensiunii Chinei. La Summitul de Cooperare Economică Asia-Pacific, președintele american Barrack Obama a anunțat că SUA și alte 11 națiuni (Australia, Brunei, Canada,  Chile,  Japonia,  Malaezia, Mexic, Nouă Zeelandă, Peru, Singapore și Vietnam) vor semna un acord privind formarea unui comerț liber în cadrul Parteneriatului Trans-Pacific. Tot atunci Obama a furnizat 2500 de soldați marini în Australia, toate acestea atrăgând critici din partea Beijingului.  
Deficitul comercial al Americii cu China a crescut la 273,1 miliarde de dolari în 2010 la 295,5 miliarde în 2011.  SUA, UE și Japonia au cerut să se consulte cu China privind restricțiile asupra exportului de metale rare.  SUA și națiunile aliate au acuzat China de violarea normelor comerciale internaționale, forțând amplasarea firmelor multinaționale ce foloseau metalele rare să fie relocate în China.  
În martie 2012, China a început să cumpere petrol din Iran și a început să facă acorduri de securitate cu Siria și Coreea de Nord. Un nou lider venea la conducerea Chinei, Xi Jinping ce l-a înlocuit pe președintele Huo Jintao. Acesta a promis că China va deveni o superputere.  
În martie 2013, în urmă testelor nucleare efectuate de regimul lui Kim Jong Un din Coreea de Nord, China și SUA au ajuns la un acord comun privind sancțiunile..
O reapropiere dintre Obama și Xi Jinping, liderul Chinei,  a avut loc prin intalrnirile dese că cea de la summitul din Sunnyslands, dar și prin suportul oferit de Obama pentru politică "O singură China" , recunoscând Tibetul că parte al Republicii Populare Chineze.  
În octombrie 2014   China a depășit Statele Unite și a devenit cea mai mare putere economică din lume, în termeni de putere de cumpărare.
Alte incidente aveau să distrugă reapropierea. În 2014, cinci hackeri chinezi au fost arestați pentru furtul tehnologiei din companiile americane, dar și pentru breșă online creată în Biroul Managementului Personal, furând datele a 22 milioane de angajați federali actuali și foști. China a suspendat imediat cooperarea cu SUA privind cooperarea cibernetică. 
În 2015, China își reclamă controlul asupra teritoriilor din Marea Chinei de Sud în disputele cu vecinii asiatici că Brunei, Malaezia, Filipine, Taiwan și Vietnam, fiind acuzată de oficialii de la Washington pentru că aducea echipament militar pe insulele artificiale și ar intenționa să declanșeze acțiuni militare.
Cu toate astea,  la Summitul de Cooperare Asia-Pacific, și SUA și China au ajuns la un acord comun privind combaterea schimbărilor climatice prin reducerea emisiilor de carbon.
Mandatul lui Obama se sfarsea cu poziția Americii aflate în declin în economia globală și cu o China în ascensiune că prima putere economică, precum și cu o datorie de 1.18 trilioane de dolari față de China în urmă împrumuturilor făcute pentru că SUA să combată criză economică .
Analistii americani păreau îngrijorați de scenariul ipotetic in care  secolul XXI va aparține Chinei cu   America in pozitia de putere secundara.

## Donald Trump si combaterea puterii chineze

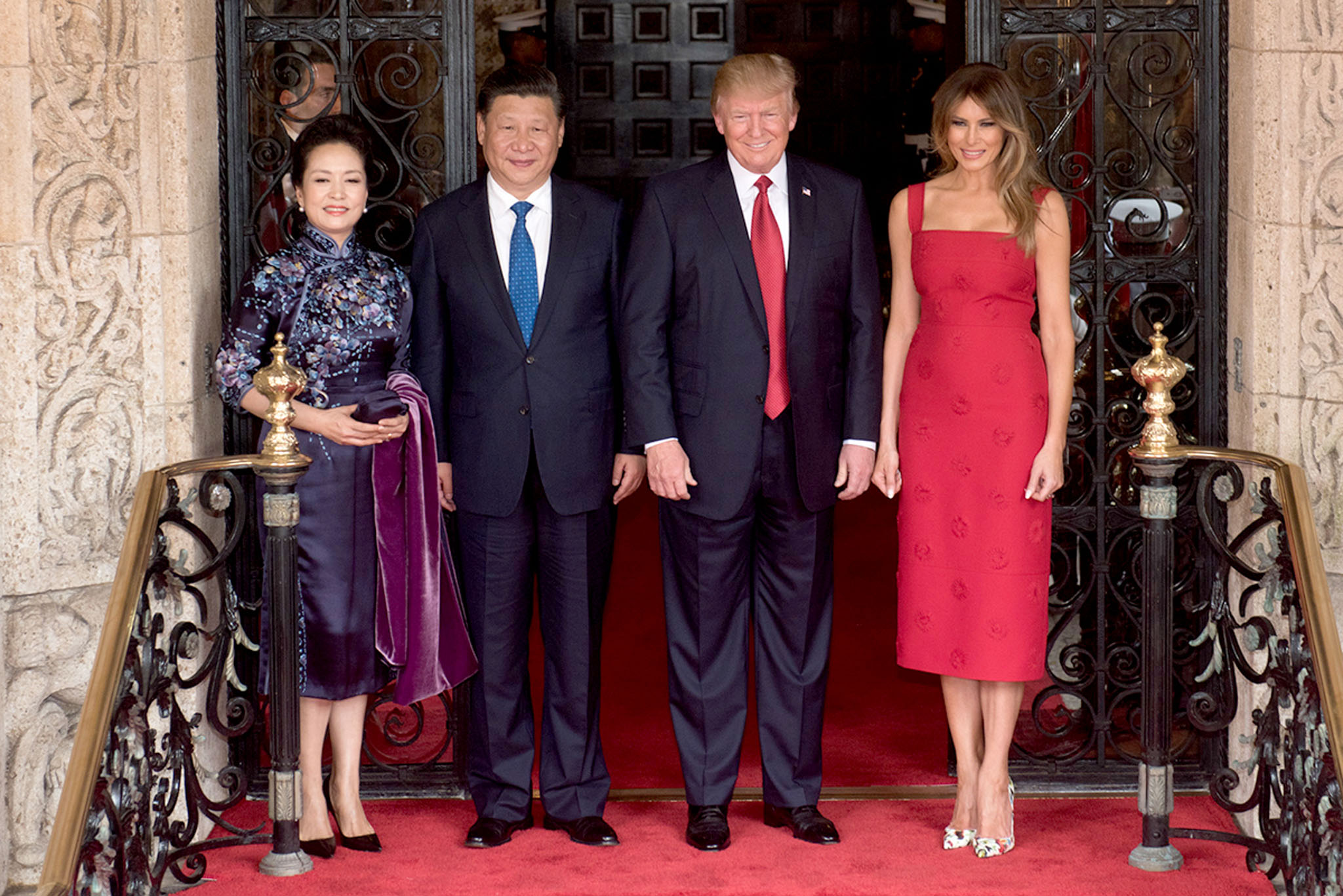
Peng Liyuan, Xi Jingping, Donald Trump si Melania Trump la Mar-a-Lago

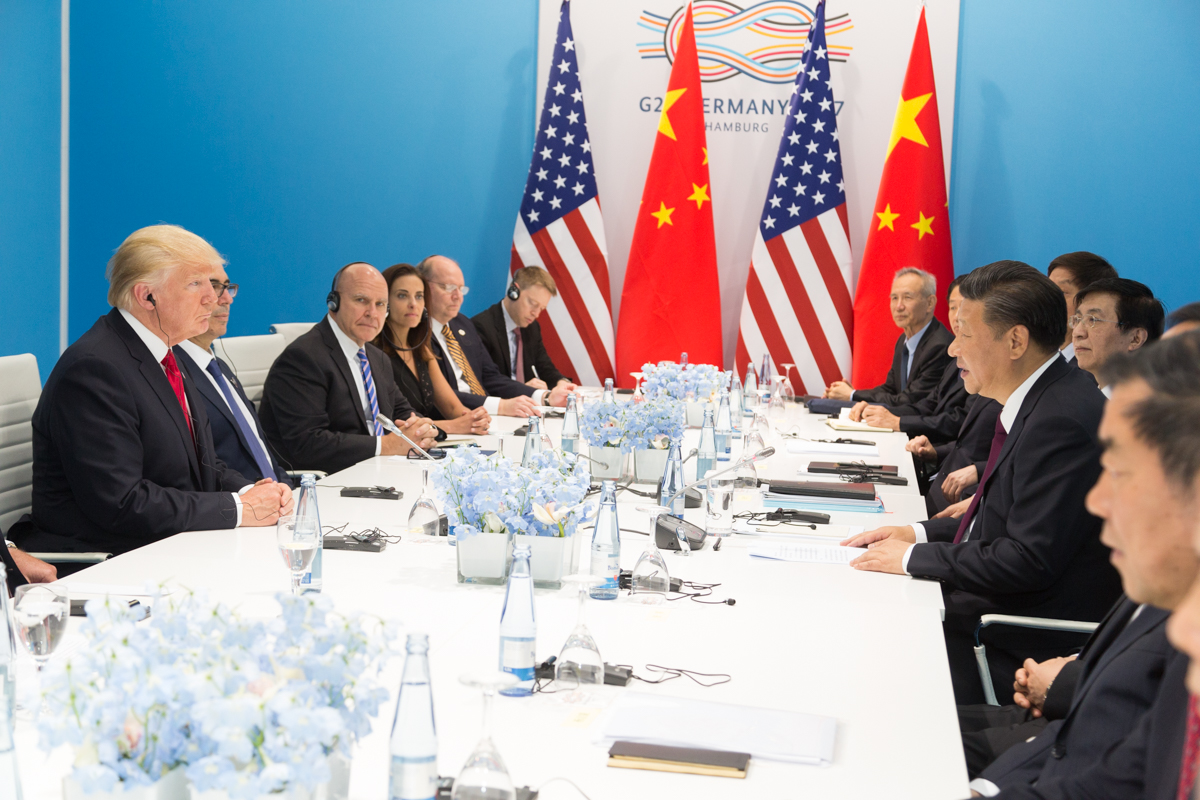
Donald J. Trump si Xi Jinping la Summitul G20

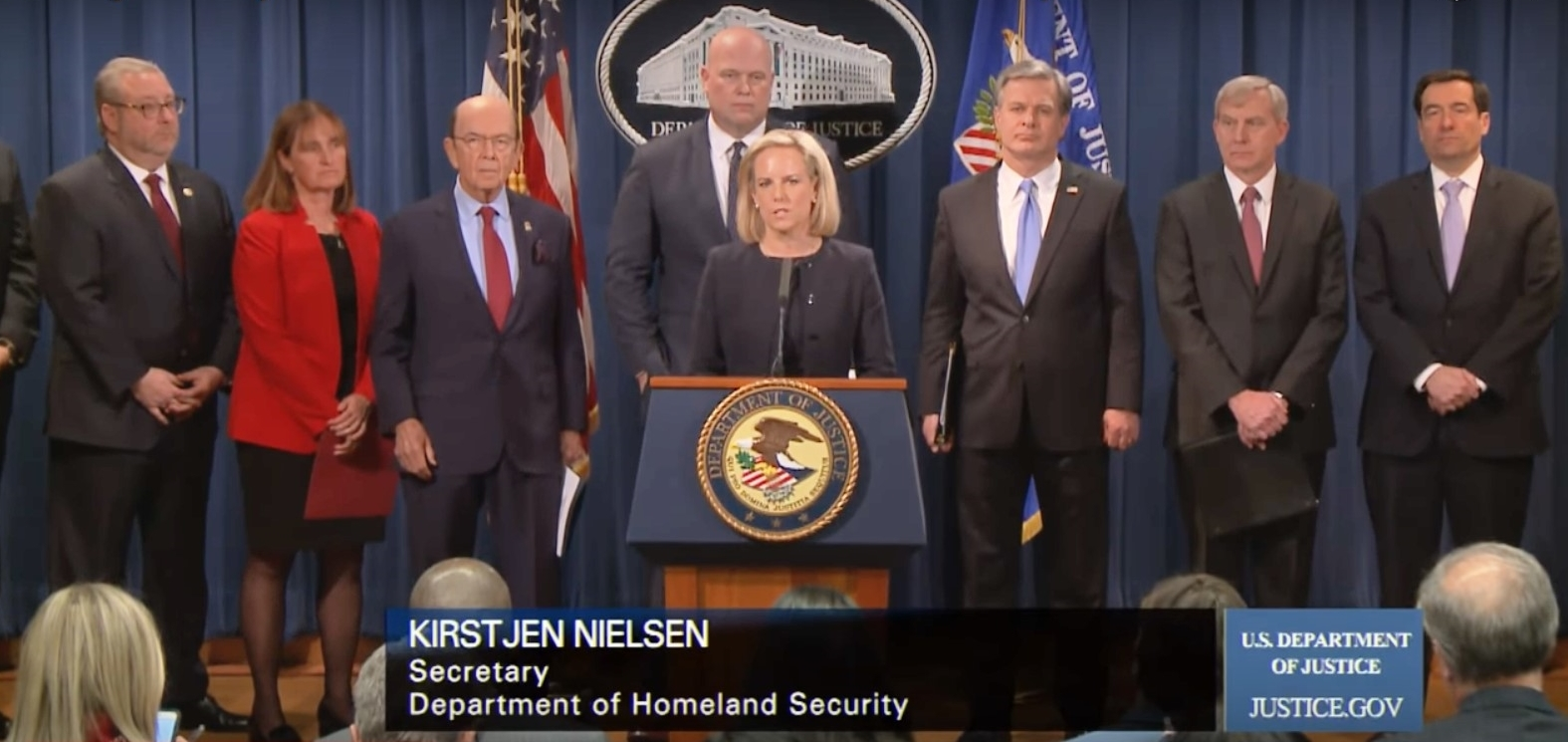
Secretarul american pentru securitatea internă, Kirstjen Nielsen, procurorul general, Matthew Whitaker, secretarul comerțului, Wilbur Ross, și directorul FBI, Christopher Wray, în 2019, anunță 23 de acuzații penale împotriva Huawei și Wanzhou Meng din China.

Fiind invitat la talk-show-ul Piers Morgan Tonight din februarie 2011, Trump a  fost intrebat ce  ar face ca  președinte  pentru a revigora prosperitatea Americii", răspunzând la întrebările lui Piers Morgan despre cum să se ocupe de chinezi și dacă sunt prieteni cu americanii.  Donald Trump a declarat "Nu cred că ne sunt prieteni. Cred că sunt dușmani. ... Înțeleg chinezii și mă ocup de ei tot timpul.  Ei ne consideră liderii  drept niste oameni extrem de proști.     Nu ne vor trata niciodată cu respect dacă nu facem ceva tare.  Avem comerț foarte, foarte nedrept. Eu il numesc un comerț neloial. I-aș impozita 25 la sută. Ei vor veni imediat la masă. "
In august 2011, el a spus că va" trimite [Chinei] un proiect de lege privind valoarea secretelor pe care le-au furat ", referindu-se la furtul chinezesc al tehnologiei stealth americane.
În noiembrie 2015, Trump a promis să desemneze Republica Populară Chineză drept un manipulator de valută în prima zi a mandatului său  . El a promis acțiunea "rapidă, robustă și fără echivoc" împotriva pirateriei chinezești, a mărfurilor americane contrafăcute și a furtului de secrete comerciale și de proprietate intelectuală din SUA; și a condamnat "subvențiile ilegale de  export ale Chinei și normele muncii și standardelor de mediu". 
În ianuarie 2016, Trump a propus un tarif de 45% pentru exporturile chineze în Statele Unite pentru a oferi  muncitorilor americani condiții egale  . Întrebat despre revoltarea potențială a Chinei față de punerea în aplicare a tarifelor, cum ar fi vânzările Statele Unite ale Americii, Trump au considerat un astfel de scenariu improbabil: "Ei nu vor zdrobi moneda noastră,   li se va  prăbuși economia, asta vor pati  ei dacă încep să joace asa".  Într-un discurs din mai 2016, Trump a răspuns   legat  de un potențial război comercial cu China: "Pierdem 500 de miliarde de dolari în comerțul cu China. Cui dracului îi pasă dacă există un război comercial?"  
A promis crearea de noi locuri de munca pentru somerii americani din statele sudiste republicane, ramasi fara loc de munca dupa ce companiile americane industriale si-au mutat productia in China unde costurile sunt mai mici privind plata muncitorilor chinezi, iar fiscalitatea mai diminuata fata de cea din SUA. 

După ce a câștigat alegerile prezidențiale, Trump a conversat telefonic cu președintele taiwanez Tsai Ing-wen  întrebându-l de angajamentul SUA față de politica sa privind China.Pe 9 februarie 2017 Trump reafirmă   politica  O singura  China . Politica de la Washington de patru decenii a recunoscut că există doar o singură China. În cadrul acestei politici, Statele Unite au menținut legături oficiale cu Republica Populară Chineză, dar  mențin legături neoficiale și cu Taiwanul, inclusiv furnizarea de ajutor pentru apărare. Secretarul de stat Rex Tillerson, care a vizitat Beijingul în martie, a descris relația SUA-China ca fiind una "cladită pe non-confruntare, fără conflicte, respect reciproc și mereu în căutarea unor soluții profitabile".
Pe 6 - 7 aprilie 2017, Trump il găzduiește pe liderul chinez Xi Jinping  la Mar-a-Lago.Trump face un " progres imens " în relația SUA-China, iar Xi citează o înțelegere aprofundată  si încredere. La jumătatea lunii mai, secretarul american al comerțului, Wilbur Ross, dezvăluie un acord de zece părți între Beijing și Washington pentru a extinde comerțul cu produse și servicii precum carnea de vită, păsări și plățile electronice,  deși țările nu abordează probleme comerciale mai controversat privind comertul cu  aluminiu, piese de mașini și oțel.

## Anunțarea tarifelor
Președintele Trump a plasat la 23 ianuarie 2018 un tarif de 30% pentru panouri solare străine care urmează să fie reduse la 15% după patru ani. China, liderul mondial în fabricarea panourilor solare, a denaturat tarifele. În aceeași zi, tarifele de 20% au fost plasate pe mașinile de spălat pentru primele 1,2 milioane de unități importate în cursul anului. În 2016, China a exportat șaibe în valoare de 425 milioane dolari în Statele Unite.
Președintele Trump a prezentat la 22 martie  reprezentantului american al comerțului (USTR) tarife cu mărfuri chinezești în valoare de 50 de miliarde de dolari. El s-a bazat pe articolul 301 al Legii comerțului din 1974, afirmând că tarifele propuse erau "un răspuns la practicile comerciale neloiale ale Chinei de-a lungul anilor ", inclusiv furtul proprietății intelectuale din SUA. Peste 1300 de categorii de importuri chinezești au fost enumerate pentru tarife, inclusiv piese de aeronavă, baterii, televizoare cu ecran plat, dispozitive medicale, sateliți și diverse arme.
China a răspuns la 2 aprilie prin impunerea de taxe pe 128 de produse importate din America, inclusiv aluminiu, avioane, mașini, carne de porc și soia (care au un tarif de 25%), precum și fructe, nuci și oțeluri (15%) .
La 20 mai s-au raportat că oficialii chinezi au fost de acord să "reducă substanțial" deficitul comercial al Americii cu China, angajându-se să "majoreze semnificativ" achizițiile de bunuri americane. Drept urmare, secretarul Trezoreriei, Steven Mnuchin, a anunțat că "punem războiul comercial în așteptare". Directorul Consiliului Național pentru Comerț, Peter Navarro, a spus că nu există niciun "război comercial", ci că a fost o "dispută comercială, echitabilă și simplă. Am pierdut războiul comercial de mult timp".
Casa Albă a anunțat pe 29 mai că va impune un tarif de 25% la 50 de miliarde de mărfuri chinezești cu "tehnologia industrială semnificativă"; lista completă a produselor afectate va fi anunțată până la data de 15 iunie. De asemenea, a fost planificată impunerea restricțiilor privind investițiile și controalele sporite ale exporturilor anumitor persoane fizice și organizații chineze pentru a le împiedica să achiziționeze tehnologia din S.U.A.   China a declarat că va întrerupe negocierile comerciale cu Washingtonul dacă va impune sancțiuni comerciale ".
Pe 15 iunie, Trump a declarat într-o scurtă declarație a Casei Albe că Statele Unite ar impune un tarif de 25% la 50 de miliarde de dolari exporturilor chinezești- 34 de miliarde de dolari   la 6 iulie, cu încă 16 miliarde de dolari pentru  la o dată ulterioară.   Ministerul de Comerț al Chinei a acuzat Statele Unite de lansarea unui război comercial și a declarat că China va răspunde în natură cu tarife similare pentru importurile din SUA, începând cu 6 iulie.  Trei zile mai târziu, Casa Albă a declarat că Statele Unite vor impune taxe suplimentare de 10% pe alte importuri chinezești în valoare de 200 de miliarde de dolari, dacă China ar fi retaliat împotriva tarifelor din S.U.A. Lista produselor incluse în această rundă de tarife a fost lansată pe 11 iulie și a fost pusă în aplicare în 60 de zile.
China a retaliat aproape imediat cu propriile sale tarife pe 50 de miliarde de dolari din mărfuri din S.U.A. și a afirmat că Statele Unite "au lansat un război comercial". Piețele de import și export într-un număr de țări se temeau că tarifele ar perturba lanțurile de aprovizionare care ar putea "să se învârtă în întreaga lume".
Tarife americane pe bunuri de 34 miliarde dolari din  China au intrat în vigoare la 6 iulie 2018. China a impus tarife de răzbunare pentru aceeași sumă. Tarifele au reprezentat 0,1% din produsul intern brut global.

## Tarifele SUA
Comisia pentru comerțul internațional din Statele Unite publică toate tarifele în documentul "Calendarul tarifar armonizat al Statelor Unite" unde sunt descrise nouăzeci și șapte de  clase principale de produse, iar tarifele sunt specificate pentru subclasele din aceste clase.
În general, tarifele depind de țările exportatoare care sunt tratate în unul din trei grupuri diferite:
1. Țări privilegiate, cum ar fi cele mai multe țări în curs de dezvoltare și țări cu acorduri comerciale precum NAFTA. Tarifele sunt zero pentru majoritatea produselor.
2. Coloana 2 a taxelor vamale  -  tarifele sporite pentru comerțul legal cu Cuba și Coreea de Nord
3. Toate celelalte țări.

Tarifele sunt în mod obișnuit date ca procent din valoare, dar pot fi, de asemenea, date pe kilogram sau pe unitate.

## Motivarea impunerii tarifelor
În timpul unui discurs de campanie din iunie 2016, președintele Trump a promis să anuleze tranzacțiile comerciale internaționale și să ducă o operatiune de  ofensivă împotriva practicilor economice chineze, descriind promisiunea sa ca o reacție împotriva "unei clase de conducere care se închină globalismului". În aprilie 2018, Trump a negat că disputa era de fapt un război comercial, spunând că "războiul a fost pierdut acum mulți ani de oamenii nebuni sau incompetenți care au reprezentat S.U.A." El a adăugat: "Acum avem un deficit comercial de 500 de miliarde de dolari pe an, cu furtul de proprietate intelectuală (IP) de încă 300 de miliarde de dolari. Nu putem lăsa asta să continue".
În ianuarie 2018, Trump a spus că dorește ca Statele Unite să aibă o relație bună cu China, dar a insistat să trateze în mod corect Statele Unite. În Discursul de Starea Uniunii, după câteva săptămâni, a declarat:
„De asemenea, America a  intors pagina dupa decenii de tranzacții comerciale neloiale care ne-au sacrificat prosperitatea și ne-au transferat companiile, locurile de muncă și averea noastră. Era predării economice s-a încheiat. De acum înainte, ne așteptăm ca relațiile comerciale să fie corecte și reciproce. Vom lucra pentru a rezolva tranzacțiile comerciale proaste și pentru a negocia noile oferte comerciale. Și vom proteja muncitorii americani și proprietatea intelectuală americană, prin aplicarea puternică a regulilor noastre comerciale.”}}
Un număr de experți guvernamentali și din industrie au oferit raționamente proprii despre motivul pentru care tarifele sunt sau nu adecvate.
John Ferriola, CEO și președinte al companiei Nucor, cel mai mare producător de oțel din America și cel mai mare reciclator de metal, a susținut că tarifele nu erau nedrepte, dar au fost doar "nivelarea terenului de joc". El a explicat omului de televiziune Jim Cramer, că nu numai "Uniunea Europeană, dar majoritatea țărilor din lume, au o taxă pe valoarea adăugată de 25% sau mai mult, pe produse care intră în țările lor din Statele Unite. „Impune un tarif de 25%, tot ceea ce facem este tratarea lor exact așa cum ne tratează.”   TVA (taxa pe valoarea adăugată) este o taxă pe vânzări care se taxează indiferent de origine.
Analistul Zachary Karabell a afirmat că dorința administrației de a respinge consensul comercial de lungă durată în favoarea unei abordări mai naționaliste nu va reuși: "Un set de tarife foarte publice și punitive nu va inversa ceea ce a fost deja transferat și nu va face prea mult pentru a aborda provocarea Chinei de astăzi, care nu mai este un neofit de fabricație ".
Peter Navarro, directorul Biroului Politic al Comerțului și Industriei prelucrătoare al Casei Albe, a dat o serie de explicații ale administrației privind tarifele, printre acestea fiind faptul că acestea sunt "măsuri pur defensive". El afirmă că trilioanele de americani acumulate si transferate în străinătate ca urmare a deficitelor anuale sunt apoi folosite de aceste țări pentru a cumpăra activele americane, spre deosebire de investirea acelor bani în SUA. "Dacă facem așa cum facem noi ...  acele trilioane de dolari sunt în mâinile străinilor pe care apoi le pot folosi pentru a cumpăra America ".
Richard Trumka, președintele AFL-CIO, care reprezintă peste 12 milioane de lucrători activi și pensionari, a declarat că China a furat proprietatea intelectuală din S.U.A. și a "agresat-o în obținerea progreselor critice ale SUA în domeniul tehnologiei". El a declarat în martie 2018 că "Tarifele nu sunt un scop final, ci un instrument important pentru a pune capăt practicilor comerciale care ucid locuri de muncă americane și scad plățile americane".
Un număr de experți s-au concentrat asupra furtului de proprietate intelectuală din China și că forțează firmele din S.U.A. care doresc să facă afaceri acolo pentru a-și transfera tehnologia confidențială și secretele comerciale înainte de a avea acces la piața lor. Deși acest tip de transfer nu este acceptat de OMC, negocierile se desfășoară, în mod obișnuit, în secret pentru a evita sancțiunile. În 2018, Camera de Comerț Americană din China a aflat că peste jumătate dintre membrii săi au crezut că "scurgerea proprietății intelectuale" a reprezentat o preocupare importantă atunci când a făcut afaceri acolo. În mod similar, Camera de Comerț a UE s-a plâns și de faptul că companiile europene care doresc să aibă acces pe piața chineză au fost adesea de acord să transfere tehnologii vitale.
Reprezentantul comercial al SUA, Robert Lighthizer, după o investigație de șapte luni în China și proprietate intelectuală, a explicat că valoarea tarifelor impuse a fost bazată pe estimările americane privind daunele economice reale cauzate de furtul de IP presupus al Chinei și transferul forțat al tehnologiei către chinezi companii. Ca răspuns, premierul chinez Li Keqiang a promis în martie 2018 să protejeze de acum încolo drepturile străinilor care investesc în economia sa, urmată în aprilie de un anunț al Chinei că va elimina legile care impun companiilor mondiale și constructorilor de nave să lucreze prin intermediul partenerilor de stat.

## Reacții Internaționale
Secretarul de comerț al Statelor Unite, Wilbur Ross, a declarat că tarifele chineze planificate reflectă doar 0,3% din produsul intern brut al SUA, iar secretarul de presă Sarah Huckabee Sanders a declarat că mișcările vor provoca  "o durere pe termen scurt", dar vor aduce "succes pe termen lung". John Ferriola de la Nucor a spus că, chiar și în cazul tarifelor la oțel, costul unei mașini de 36.000 de dolari ar crește cu aproximativ 160 $, mai puțin de 1/2 din 1%, în timp ce o cutie de bere ar costa mai mult.
După ce președintele Trump a impus tarife împotriva unui număr de aliați, inclusiv Mexicului, Canadei și țărilor din UE, liderii financiari ai G7 au condamnat cu fermitate tarifele și au planificat să se răzbune cu tarifele proprii.
Până la începutul lunii iulie 2018, s-au înregistrat deja rezultate negative și pozitive în economie ca urmare a tarifelor, cu o serie de industrii care au înregistrat o creștere a numărului de locuri de muncă, în timp ce altele planificaseră concedieri. 

### Piețele
În anticiparea intrării în vigoare a tarifelor, prețurile acțiunilor din S.U.A. și China au suferit pierderi semnificative cu 4-6 săptămâni înainte. Comportamentele de război din comerț au dus la declinul pieței în China, unde până la sfârșitul lunii iunie valoarea totală a piețelor bursiere a țării a fost cu 20% mai mică decât cea de la începutul anului 2018, când a atins niveluri record. Nikkei japonez a suferit, de asemenea, o "retragere de trei săptămâni". La 6 iulie, când tarifele au intrat în vigoare, piețele au revenit și s-au realiat datorită raportului pozitiv privind locurile de muncă din S.U.A.   Piețele asiatice au revenit similar, terminând ziua într-o notă ridicată. Potrivit Associated Press, reacția pozitivă la tarifele pe piețele americane și asiatice a fost datorată încetării nesiguranței și, potrivit Investor's Business Daily, pentru că "piețele au avut prețuri mari în impact".

### Asociații industriale
În urma anunțurilor privind majorarea tarifelor de către SUA și China, reprezentanți ai mai multor industrii din S.U.A. au exprimat temerile legate de efectele asupra afacerilor lor. Organizațiile critice împotriva războiului comercial intensificator au inclus Consiliul Național al Producătorilor de Porcine, Asociația Americană de Soia și Asociația Liderilor din Industria de Retail. Mai mulți primari care reprezintă orașe care se bazează în mare măsură pe sectorul de producție și-au exprimat de asemenea preocupările.
Sustinatorii tarilor americane l-au inclus si pe Scott Paul, presedintele Aliantei Americane de Productie.

## Riposta Chinei, Canadei, Mexicului si Uniunii Europene impotriva tarifelor americane
- China a impus tarife vamale pentru importurile americane.
- Comisia Europeană a avizat impunerea unor tarife suplimentare la o serie de produse americane precum whisky La Bourbon, motociclete Harley Davidson și blugi Levi’s.
- Mexicul a impus taxe vamale de 20% la importurile de carne de porc, mere si cartofi din Statele Unite.
- Canada a impus taxe suplimentare în valoare de 12.7 miliarde de dolari asupra produselor americane precum bere, sârmă, sirop de arțar și suc de portocale.

Statele respective se așteaptă că impunând tarife pe produse americane fabricate în state sudiste și central-nord-americane   ce reprezintă fiefuri republicane electorale de unde Trump a căpătat un număr masiv de voturi să-i compromită șansele de câștigare al alegerilor prezidențiale din 2020. 

Așa cum a declarat  consultantul comercial Adam Taylor, tarifele vor fi similare “unor gloanțe care ricoșează atunci când lovesc un tanc.” Vor putea provoace daune politice, căci canadienii au urmărit să lovească în baza electorală a liderilor republicani. 
Astfel, riposta UE sl al Canadei impotriva tarifelor americane  vor afecta productia  de castraveti si motocicletele Harley Davidson  din Wisconsin (statul de unde provine Paul Ryan, speaker-ul Camarei Reprezentanților), burbonul din Kentucky (statul liderului senatorilor republicani, Mitch McConnell), productia de porumb, tutun si petrol din Texas, Alabama, Nebraska,  Iowa,  productia de carne Tyson Foods din Arkansas,  productia de whisky Bourbon din Tennesse si Kentucky,  și sucul de portocale din Florida (state care au votat masiv cu Trump la alegerile din 2016). 
Impunand tarife si pe blugii Levi Strauss & Co. (a caror sediu este totusi in California, stat predominant democratic ce a votat masiv cu Hillary Clinton in 2016),  automat este suprataxat bumbacul produs in statele sudiste predominant republicane ca  Texas,   Arizona, Mississippi, Arkansas si Louisiana.  

Speranța canadienilor, mexicanilor, chinezilor si europenilor este că legiutorii americani din statele republicane vizate vor presa, la rândul lor, Administrația de la Washington pentru a rezolva disputele comerciale.De asemenea, Canada a depus plângeri la Organizația Mondială a Comerțului.  

Mai ales ca in respectivele state sudiste, Donald Trump a promis crearea de noi locuri de munca, state unde sectorul industrial, cat si cel agrar au fost extrem de devastate de somajul ridicat dupa ce numeroase companii si-au mutat productia in China.